# Akira Yanagawa
Akira Yanagawa (Japans: 柳川 明, Yanagawa Akira, Kagoshima, 15 juli 1971) is een Japans motorcoureur.

## Carrière
Yanagawa maakte zijn motorsportdebuut in de minibikes, voordat hij in 1989 het Japanse 250 cc-kampioenschap wist te winnen. In 1991 debuteerde hij in de superbike-klasse van het All Japan Road Race Championship, waarin hij in 1993 in zijn eerste volledige seizoen vijfde werd. In 1994 werd hij tiende; dat jaar debuteerde hij tevens in het wereldkampioenschap superbike op een Suzuki in zijn thuisrace op Sugo. Hij eindigde deze races als elfde en achttiende. In 1995 en 1996 werd hij respectievelijk zesde en negende in het Japanse kampioenschap. Ook reed hij in 1996 wederom in zijn thuisrace in het WK wegrace, maar ditmaal op een Kawasaki. Hij kwam echter in geen van beide races aan de finish.
In 1997 maakte Yanagawa zijn debuut als fulltime coureur in het WK superbike op een Kawasaki. Hij kende een succesvol debuutseizoen. In Misano behaalde hij de pole position en in Hockenheim stond hij voor het eerst op het podium. In Spielberg werd hij de eerste Japanner die buiten zijn thuisland een race in het kampioenschap wist te winnen, en op Sugo voegde hij hier een tweede zege aan toe. Met 247 punten werd hij achter John Kocinski, Carl Fogarty en Aaron Slight vierde in de eindstand.
Het seizoen 1998 stond voor Yanagawa in het teken van twee crashes. Op Monza viel hij van zijn motorfiets, die daarna rechtdoor door de grindbak reed en uiteindelijk vlam vatte. Op Laguna Seca lag hij tweede, voordat Doug Chandler de controle over zijn motorfiets kwijtraakte en tegen hem aanreed. Hij raakte hierbij bewusteloos, en de race werd stilgelegd. Na een nieuwe herstart waarbij opnieuw een ongeluk gebeurde, werd de race definitief gestopt. Opvallend genoeg werd de volgorde van de coureurs voor de eerste rode vlag aangehouden als race-uitslag, waardoor Yanagawa tweede werd. Als gevolg van het ongeluk werd hij enkele dagen in een kunstmatige coma gehouden en miste hij de volgende ronde op Brands Hatch. Zijn enige andere podiumfinish van het seizoen kwam in de seizoensfinale op Sugo en hij werd met 210 punten zevende in het eindklassement.
In 1999 behaalde Yanagawa acht podiumplaatsen in het WK superbike, voordat hij de seizoensfinale op Sugo wist te winnen. Met 308 punten werd hij vijfde in het kampioenschap. In 2000 stond hij vijf keer op het podium en werd hij met 247 punten opnieuw vijfde in het kampioenschap. 2001 was zijn laatste volledige seizoen in de klasse, waarin hij enkel op Monza twee podiumplaatsen behaalde. Met 170 punten werd hij negende in de eindstand.
In 2002 werd Yanagawa aangesteld als testcoureur van Kawasaki en hielp met het ontwikkelen van een MotoGP-fiets voor de fabrikant. Ook reed hij dat jaar in de ronde op Sugo als wildcardcoureur en werd zesde in beide races. Verder debuteerde hij als racecoureur in de MotoGP op een Kawasaki in de Grand Prix van de Pacific, maar kwam hierin niet aan de finish. Tevens deed hij ook buiten mededinging mee aan het Japans kampioenschap superbike, waarin hij een zege behaalde. In 2003 reed hij wederom in twee MotoGP-races in Japan en Catalonië als wildcardcoureur; in Japan werd hij achttiende, terwijl hij in Catalonië niet finishte.
In 2004 keerde Yanagawa terug als fulltime coureur in het Japans kampioenschap superbike op een Kawasaki. In zijn eerste vier seizoenen na zijn terugkeer werd hij respectievelijk vijfde, derde, vijfde en negende in de eindstand. Met uitzondering van het eerste jaar wist hij ook ieder seizoen een race te winnen. In 2007 reed hij opnieuw als wildcardcoureur in de Grand Prix van Japan in het wereldkampioenschap wegrace, maar kwam hierin wederom niet aan de finish. Daarnaast reed hij dat jaar ook in twee races van het Amerikaans kampioenschap superbike. In 2008 werd hij derde in het Japans kampioenschap en reed hij wederom een race in het Amerikaans kampioenschap. In 2009 beëindingde hij het Japanse kampioenschap op de vierde plaats.
In 2010 werd Yanagawa achter Kousuke Akiyoshi tweede in het Japans kampioenschap superbike, zijn beste resultaat tot dan toe. Tevens keerde hij dat jaar terug in het WK superbike als eenmalige vervanger van de geblesseerde Chris Vermeulen in de races op Silverstone, waarin hij tweemaal als negentiende finishte. Tussen 2011 en 2017 reed hij ieder jaar in het Japans kampioenschap superbike. In 2011 werd hij achter Akiyoshi en Takumi Takahashi derde, terwijl hij in 2012 en 2013 tweede werd achter Katsuyuki Nakasuga. Hierna kwam hij niet meer in de top drie van het kampioenschap terecht en werd hij achtereenvolgens zesde, vijfde en twaalfde, voordat hij in 2017 het seizoen op plaats 24 afsloot. Nadat hij in 2018 geen races heeft gereden, keerde hij in 2019 terug in de klasse, waarin hij op de zeventiende plaats eindigde. In 2020 werd hij twaalfde en in 2021 eindigde hij als negende, zijn eerste top 10-resultaat sinds 2015.